# Cochran (Georgia)
Cochran es un pueblo ubicado en el condado de Bleckley en el estado estadounidense de Georgia. En el censo de 2000, su población era de 311.

## Demografía
En el 2000 la renta per cápita promedia del hogar era de $25,545, y el ingreso promedio para una familia era de $35,854. El ingreso per cápita para la localidad era de $13,354. Los hombres tenían un ingreso per cápita de $29,434 contra $22,813 para las mujeres.

## Geografía
Cochran se encuentra ubicado en las coordenadas 32°23′12″N 83°21′2″O / 32.38667, -83.35056 (32.386646, -83.350684).
Según la Oficina del Censo, la localidad tiene un área total de 10,6 km² (4,1 mi²), de la cual 10,2 km² (3,9 mi²) es tierra y 0,4 km² (0 mi²) (3.70%) es agua.